# Aeropuerto de Stavanger-Sola
El Aeropuerto de Stavanger-Sola (en noruego: Stavanger lufthavn, Sola) (IATA: SVG, OACI: ENZV) es un aeropuerto internacional que sirve a las ciudades de Stavanger y Sandnes, Noruega. Está situado en la ciudad de Sola, 11 km al sudoeste de Stavanger y 10 km al noroeste de Sandnes. Es el tercer aeropuerto del país por número de pasajeros, y desde aquí salen tanto aviones como helicópteros con destino a las instalaciones petrolíferas del Mar del Norte. Además, la Real Fuerza Aérea Noruega opera los Westland Sea King de búsqueda y rescate desde la Base Aérea de Sola.
La ruta más transitada es desde Sola hasta el Aeropuerto de Oslo-Gardermoen, con cerca de 30 vuelos diarios.

## Aerolíneas y destinos
| Aerolíneas                       | Destinos | Terminal      |
| -------------------------------- | --- | ------------- |
| AIS Airlines                     | Esbjerg (inicia el 22 de mayo de 2023) |               |
| KLM                              | Ámsterdam-Schiphol | Internacional |
| KLM (operado por KLM Cityhopper) | Ámsterdam-Schiphol | Internacional |
| Loganair                         | Estacional: Edimburgo, Newcastle upon Tyne |               |
| Lufthansa                        | Frankfurt | Internacional |
| Norwegian Air Shuttle            | Bergen-Flesland, Oslo-Gardermoen | Doméstico     |
| Norwegian Air Shuttle            | Alicante, Cracovia, Londres-Gatwick, Mánchester Estacional: Berlín-Schönefeld, Dubrovnik, Gran Canaria, Málaga, Murcia, Niza-Costa Azul, Palma de Mallorca, Salzburgo, Split, Varsovia-Chopin                                                                                              | Internacional |
| Scandinavian Airlines            | Bergen-Flesland, Oslo-Gardermoen, Trondheim- Værnes | Doméstico     |
| Scandinavian Airlines            | Aberdeen, Alicante, Copenhague-Kastrup, Edimburgo, Londres-Heathrow, Málaga, Estocolmo-Arlanda Estacional: Gazipaşa, Antalya, Barcelona, Lanzarote, Menorca, Niza-Costa Azul, Palma de Mallorca, Préveza/Léucade, París-Charles de Gaulle, Rodas, Santorini, Skiathos, Split, Tenerife Sur | Internacional |
| Sunclass Airlines                | Chárter estacional: Antalya, La Canea, Palma de Mallorca, Rodas, Varna |               |
| Widerøe                          | Bergen-Flesland, Kristiansand, Kristiansund, Molde, Sandefjord, Tromsø Estacional: Bodø | Doméstico     |
| Widerøe                          | Aberdeen, Newcastle | Internacional |
| Wizz Air                         | Gdańsk-Lech Wałęsa | Internacional |

## Tráfico y estadísticas
| Posición | Destino             | Pasajeros | Aerolínea                                             |
| -------- | ------------------- | --------- | ----------------------------------------------------- |
| 1        | Oslo-Gardermoen     | 1 522 216 | Norwegian Air Shuttle, Scandinavian Airlines          |
| 2        | Bergen-Flesland     | 711 692   | Norwegian Air Shuttle, Scandinavian Airlines, Widerøe |
| 3        | Sandefjord-Torp     | 110 429   | Widerøe                                               |
| 4        | Trondheim-Værnes    | 76 626    | Scandinavian Airlines                                 |
| 5        | Kristiansand-Kjevik | 28 229    | Widerøe                                               |

| Posición | Destino                 | Pasajeros | Aerolínea                                                                      |
| -------- | ----------------------- | --------- | ------------------------------------------------------------------------------ |
| 1        | Copenhague-Kastrup      | 325 000   | Norwegian Air Shuttle, Scandinavian Airlines                                   |
| 2        | Estocolmo-Arlanda       | 300 000   | Norwegian Air Shuttle, Scandinavian Airlines                                   |
| 3        | Ámsterdam-Schiphol      | 294 000   | KLM, KLM Cityhopper                                                            |
| 4        | Frankfurt               | 227 000   | Lufthansa                                                                      |
| 5        | Londres-Heathrow        | 220 000   | British Airways, Scandinavian Airlines                                         |
| 6        | París-Charles de Gaulle | 201 000   | Scandinavian Airlines                                                          |
| 7        | Barcelona-El Prat       | 200 000   | Norwegian Air Shuttle, Scandinavian Airlines, Vueling                          |
| 8        | Málaga                  | 194 000   | Norwegian Air Shuttle, Scandinavian Airlines                                   |
| 9        | Aberdeen                | 171 000   | Eastern Airways, Scandinavian Airlines, Widerøe                                |
| 10       | La Canea                | 156 000   | Norwegian Air Shuttle, Scandinavian Airlines, Thomas Cook Airlines Scandinavia |

## Base Aérea de Sola
Las Fuerzas Armadas de Noruega tienen varias funciones en este aeropuerto. La Real Fuerza Aérea Noruega tiene varios helicópteros Westland Sea King de búsqueda y rescate, y se pueden ver también aviones AWACS de la OTAN, transportes vip y cazas de forma regular.
El enorme complejo de instalaciones técnicas, las grandes inversiones en centros de simulación así como las propias instalaciones de la fuerza aérea hacen de esta base el sitio ideal para el rol que se le ha asignado. En los próximos años se incorporarán a la flota de helicópteros los modernos AgustaWestland AW101.
La base aérea de Sola está preparada las 24 horas del día para el despliegue de aeronaves y personal militar, en el caso de una escalada de tensión o conflicto militar. Cuenta además con depósitos de combustible subterráneos y tiene capacidad para alojar múltiples Boeing KC-135 Stratotanker de reabastecimiento en vuelo para aseguridad un amplio radio de operaciones.